# Navy Pool
Navy Pool – zatoka (ang. bay) w kanadyjskiej prowincji Nowa Szkocja, w hrabstwie Halifax, na zachód od jeziora Lake Charlotte; nazwa urzędowo zatwierdzona 14 października 1921.